# Pinatubo
O Monte Pinatubo é um estratovulcão ativo localizado na ilha Luzon, nas Filipinas, na intersecção das fronteiras das províncias de Zambales, Bataan, e Pampanga. O vulcão está localizado 87 km a noroeste de Manila, capital das Filipinas. Perto do Monte Pinatubo, os Estados Unidos mantiveram duas grandes bases militares.

## História
A palavra pinatubo pode significar "um lugar fértil" ou também "fez crescer" em Tagalog e Sambal, o que pode sugerir um conhecimento de sua erupção anterior, em cerca de 1500.
Antes de 1991, a montanha estava coberta de floresta densa que mantinha uma população de vários milhares de indígenas, os Aeta, que tinham fugido para as montanhas quando os espanhóis conquistaram as Filipinas em 1565.
A sua última erupção ocorreu em Junho de 1991 com a morte de 800 pessoas. Após 500 anos inactivo, o vulcão entrou em erupção produzindo a erupção mais violenta do século XX. Muitas vidas foram salvas pois as previsões no início da erupção permitiram evacuar alguns dos povoados que habitavam as áreas em redor do vulcão e que foram severamente destruídas pelo fluxo piroclástico, composto de uma mistura de lenha, lama e cinzas, e mais tarde as chuvas ácidas. Milhares de casas foram destruídas.
Para complicar a erupção a chegada do tufão Yunya trouxe uma mistura letal de cinzas e de chuva. Previsões de sucesso no início da erupção climática levaram à evacuação de dezenas de milhares de pessoas das áreas circundantes, salvando muitas vidas, mas essas áreas foram severamente danificadas por fluxos piroclásticos, os depósitos de cinzas e, sucessivamente, pelos lahars causados por rainwaters re-mobilização de anteriores depósitos vulcânicos destruindo milhares de infra-estruturas e alterando os meses de sistemas fluviais de anos após a erupção.
Os efeitos da erupção foram sentidos em todo o mundo.  Mandou grandes quantidades de aerossóis para a estratosfera (mais do que todas as erupções desde o Krakatoa em 1883). Os aerossóis formaram uma camada global de neblina rica em ácido sulfúrico. Devido à explosão do Pinatubo, durante os meses seguintes as temperaturas globais desceram aproximadamente 0,5 °C (0,9 °F) e isso se deve ao fato de que, as gotículas de ácido sulfúrico provocam a reflexão dos raios solares evitando que esses cheguem à Terra, ou seja, esfriando a Terra. O Monte Pinatubo tem 1 486 metros.